# Oberamt Waiblingen

Karte der württembergischen Oberämter, Stand 1926

Das Oberamt Waiblingen war ein württembergischer Verwaltungsbezirk (auf beigefügter Karte #58), der 1934 in Kreis Waiblingen umbenannt wurde. Bei der Kreisreform 1938 wurde der Landkreis Waiblingen durch Teile der aufgelösten Kreise Schorndorf und Welzheim vergrößert, verlor aber auch einige Gemeinden an den Landkreis Ludwigsburg. Allgemeine Bemerkungen zu württembergischen Oberämtern siehe Oberamt (Württemberg).

## Geschichte

Oberamt Waiblingen, Gebietsstand 1813, mit den früheren Ämtergrenzen
Legende

Waiblingen, um 1250 zur Stadt erhoben, war bereits im 14. Jahrhundert Hauptort einer Vogtei, die den württembergischen Besitz im unteren Remstal umfasste. 1325 kam auch das nordöstlich angrenzende Gebiet rund um Winnenden zu Württemberg, das sein Territorium in der Folge weiter vergrößern konnte: Hertmannsweiler (1453) und Hegnach (1467) wurden in die bestehenden Ämter eingegliedert, aus der 1665 erworbenen Deutschordenskommende Winnenden entstand die Schlosshofmeisterei Winnental. Erst die Verwaltungsreform der napoleonischen Zeit führte 1808 die beiden Ämter, ab 1758 Oberämter, Waiblingen und Winnenden zusammen.
Nachbarn des von 1818 bis 1924 dem Neckarkreis zugeordneten Oberamts Waiblingen waren nach der Neuordnung die Oberämter Ludwigsburg, Marbach, Backnang, Welzheim, Schorndorf und Cannstatt. Ab 1923, als dem Bezirk fünf Gemeinden des aufgelösten Oberamts Cannstatt zugeschlagen wurden, grenzte er auch an die Stadt Stuttgart sowie die Oberämter Eßlingen und Stuttgart-Amt.

### Ehemalige Herrschaften
1813, nach Abschluss der Gebietsreform, setzte sich der Bezirk ausschließlich aus altwürttembergischen Orten zusammen. Bis auf Neckargröningen, das dem Oberamt Ludwigsburg zugeteilt wurde, gingen die alten Oberämter Waiblingen und Winnenden zur Gänze im neuen Oberamt Waiblingen auf. Außerdem kamen Orte hinzu, die im Jahr 1800 zu folgenden Ämtern gehört hatten:
- Oberamt Schorndorf: Endersbach, Großheppach, Strümpfelbach;
- Stabsamt Hochberg (Rentkammer): Hochberg, Hochdorf mit Kirschenhardthof;
- Schlosshofmeisterei Winnental (Kammerschreibereigut): Schloss Winnental, Hanweiler, Höfen, Erbachhof, Buchenbachhof.

## Gemeinden

### Einwohnerzahlen 1848
Folgende Gemeinden waren 1850 dem Oberamt Waiblingen unterstellt:
| Nr. | frühere Gemeinde   | Einwohner evang. | 1848 kath. | israel. | heutige Gemeinde  |
| --- | ------------------ | ---------------- | ---------- | ------- | ----------------- |
| 1   | Waiblingen         | 3285             | 19         |         | Waiblingen        |
| 2   | Baach              | 220              |            |         | Winnenden         |
| 3   | Beinstein          | 1062             |            |         | Waiblingen        |
| 4   | Birkmannsweiler    | 710              |            |         | Winnenden         |
| 5   | Bittenfeld         | 1226             | 1          |         | Waiblingen        |
| 6   | Breuningsweiler    | 348              |            |         | Winnenden         |
| 7   | Bretzenacker       | 275              |            |         | Berglen           |
| 8   | Bürg               | 375              |            |         | Winnenden         |
| 9   | Buoch              | 330              |            |         | Remshalden        |
| 10  | Endersbach         | 1067             |            |         | Weinstadt         |
| 11  | Groß-Heppach       | 1458             | 1          |         | Weinstadt         |
| 12  | Hahnweiler 1       | 311              |            | 1       | Winnenden         |
| 13  | Hegnach            | 572              | 1          |         | Waiblingen        |
| 14  | Herdtmannsweiler 2 | 704              | 2          |         | Winnenden         |
| 15  | Hochberg           | 532              | 6          | 279     | Remseck am Neckar |
| 16  | Hochdorf           | 418              |            |         | Remseck am Neckar |
| 17  | Höfen              | 486              | 1          |         | Winnenden         |
| 18  | Hohenacker         | 565              |            |         | Waiblingen        |
| 19  | Klein-Heppach      | 569              | 1          |         | Korb              |
| 20  | Korb               | 1934             | 4          |         | Korb              |
| 21  | Leutenbach         | 836              | 1          |         | Leutenbach        |
| 22  | Neckarrems         | 812              | 4          |         | Remseck am Neckar |
| 23  | Nellmersbach       | 381              |            |         | Leutenbach        |
| 24  | Neustadt           | 1057             | 1          |         | Waiblingen        |
| 25  | Oedernhardt        | 221              |            |         | Berglen           |
| 26  | Oeschelbronn       | 348              |            |         | Berglen           |
| 27  | Oppelsbom 3        | 573              |            |         | Berglen           |
| 28  | Reichenbach        | 391              | 4          |         | Berglen           |
| 29  | Rettersburg        | 554              |            |         | Berglen           |
| 30  | Schwaickheim 4     | 1524             | 1          |         | Schwaikheim       |
| 31  | Steinach           | 336              | 3          |         | Berglen           |
| 32  | Strümpfelbach      | 1379             | 1          |         | Weinstadt         |
| 33  | Winnenden          | 3282             | 9          |         | Winnenden         |
|     | Summe              | 28141            | 60         | 280     |                   |

### Änderungen im Gemeindebestand seit 1813

Gemeinden und Markungen um 1860

1828 wurde Lehnenberg von Birkmannsweiler nach Reichenbach umgemeindet.
1882 wurde die Exklave Kirschenhardthof von Hochdorf nach Erbstetten (Oberamt Marbach) umgemeindet.
1923 wurde das Oberamt Cannstatt aufgehoben. Zum Oberamt Waiblingen kamen die Gemeinden Fellbach, Oeffingen, Rommelshausen, Schmiden und Stetten im Remstal.
1932 wurde Kottweil von Schornbach (Oberamt Schorndorf) nach Steinach umgemeindet.
1933 erhielt Fellbach das Stadtrecht.

## Amtsvorsteher
Die Oberamtmänner des Oberamts Waiblingen 1804–1938:
- 1804–1808: Friedrich Wächter
- 1808–1825: Eberhard Friedrich Steck
- 1825–1844: Franz Theodor Wirth
- 1845–1870: Lambert Haeberlen
- 1870–1883: Max Ferdinand Constantin Schüßler
- 1884–1894: Eugen Rudolph Wilhelm Thym
- 1894–1904: Martin Bertsch
- 1904–1920: Ernst Kaufmann
- 1921–1928: Christof Baumann
- 1928–1933: Ernst Mäulen
- 1933–1938: Karl Storz